# Luigi Leone (imprenditore)
Luigi Leone (Neive, XIX secolo – XX secolo) è stato un imprenditore italiano, fondatore dell'azienda Pastiglie Leone.

## Biografia
Poco si sa su Luigi Leone. Nato da Giuseppe a Neive, nella provincia di Cuneo, Leone aprì la sua confetteria nel centro città di Alba nel 1857 e iniziò a produrre pastiglie al gusto di menta, arquebuse, fernet e cannella che ebbero grande successo. Nel 1888 Leone si trasferì a Torino in cerca di una clientela più vasta. Durante l'anno seguente, costituì la Querio e Leone assieme a Piero Querio, che verrà sciolta dieci anni dopo. Nello stesso periodò, lanciò le confezioni tascabili e le celebri lattine gialle e oro, e depositò la lettera "L", presente sulle pastiglie, come marchio di fabbrica. I dolci di Leone ebbero grande successo nell'alta società: fra i suoi clienti figuravano infatti Ferdinando di Savoia, che nominò Leone "Provveditore di Sua Altezza Reale il Duca di Genova", e di Camillo Benso. Durante la seconda metà dell'Ottocento, un tale di nome Luigi Leone apparteneva alla Società italiana di mutuo soccorso fra i caffettieri, confettieri e liquoristi di Torino, e risultava socio benemerito al 1913. Nonostante ciò, non è chiaro se si trattasse dell'imprenditore neivese.